# (2521) Heidi
(2521) Heidi est un astéroïde de la ceinture principale.

## Description
(2521) Heidi est un astéroïde de la ceinture principale. Il fut découvert par l'astronome suisse Paul Wild le 28 février 1979 à l'observatoire Zimmerwald. Il présente une orbite caractérisée par un demi-grand axe de 2,791 UA, une excentricité de 0,093 et une inclinaison de 7,724° par rapport à l'écliptique.
Il fut nommé en hommage à l'héroïne, originaire des Alpes suisses, des livres pour enfants écrit par Johanna Spyri (1829-1901) : Heidi.

## Compléments